# Brierfield (Lancashire)
Brierfield est une ville et une paroisse civile du Lancashire, en Angleterre.